# Estudio Op. 25, n.º 3 (Chopin)

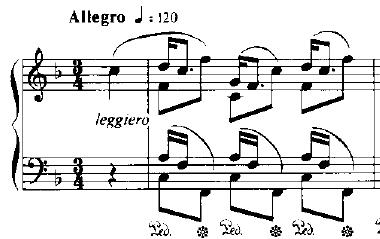
Comienzo del Estudio Op. 25, n.º 3.

El Estudio Op. 25, n.º 3 en Fa mayor es un estudio para piano compuesto por Fryderyk Chopin en 1836. Posteriormente recibió, no por parte de Chopin, el título secundario de "El caballero" (del término francés "Le cavalier").
El objeto principal de este estudio es el ritmo. Presenta cuatro voces diferenciadas que deben hacerse notar por el intérprete. Consiste en movimientos laterales de la mano, con floreos y refinamiento.